# Малахатько Вадим Володимирович
Вадим Володимирович Малахатько (22 березня 1977, Київ — 5 червня 2023) — українсько-бельгійський шахіст, від 2007 року представник Бельгії, гросмейстер від 1999 року.

## Шахова кар'єра
Від середини 1990-х років належав до провідних українських шахістів. На Олімпіаді 2000 у Стамбулі здобув у складі національної збірної бронзову медаль, а через рік — золоту на командному чемпіонаті світу, який відбувся в Єревані. Неодноразово брав участь у фіналах чемпіонатів України, двічі (1997, 1998) посівши 5-те місце. Взяв участь у Чемпіонаті світу 2001/2002, який проходив за олімпійською системою в Москві, де в 1-му колі поступився Сергієві Мовсесяну. 2006 року у Варшаві здобув звання віце-чемпіона Європи зі швидких шахів.
Досягнув багатьох успіхів на міжнародних турнірах, передусім за швейцарською системою. Поділив 1-ше місце в Поляниці-Здруй (меморіал Акіби Рубінштейна, 1998 i 1999), посів 1-ше місце в Кракові (1998/99, турнір Краковія), посів перше місце на чемпіонаті Києва (1999, 2004), посів 1-ше місце в Алушті (1999), поділив 1-ше місце в Києві (2001, разом з Андрієм Зонтахом), поділив 1-ше місце в Полицях (2001), поділив 1-ше місце в Кап д'Агде (2002), поділив 2-ге місце в Пардубицях (2003, позаду Властіміла Бабули), поділив 1-ше місце в Барі (2004), поділив 1-ше місце в Трізені (2004), посів 1-ше місце в Ла-Фері (2004, 2005), поділив 1-ше місце в Цюриху (2004), поділив 1-ше місце в Ассізі (2004), поділив 1-ше місце в Кондомі (2004), поділив 1-ше місце в Бад-Цвестені (2005), поділив 1-ше місце в Малакоффі (2005), посів 1-ше місце в Мельно (2005), поділив 1-ше місце в Дрездені (2005), посів 1-ше місце в Брюгге (2006), поділив 1-ше місце в Копенгаген (2006, Politiken Cup, разом з Найджелом Шортом i Йонні Гектором), поділив 1-ше місце в Вінтертурі (2006, 2007), поділив 1-ше місце в Базелі (2006, 2007), поділив 2-ге місце в [Баку]] (President Cup, 2006 позаду Шахріяра Мамед'ярова, 2007 позаду Аркадія Найдіча), посів 1-ше місце в Марсі-л'Етуалі (2008), поділив 1-ше місце в Гастінґсі (2008, open, разом з Валерієм Невєровим i Ніджатом Мамедовим), посів 1-ше місце в Паневежисі (2008), посів 1-ше місце в Есб'єргу (2008, турнір Кубок Північного моря), посів 1-ше місце в Бахрейні (2009), поділив 1-ше місце на Кіші (разом із, зокрема, Хомаюном Туфігі), а також поділив 1-ше місце у Вроцлаві (2009, разом з Сергієм Тівяковим i Володимиром Бакланом).
Найвищий рейтинг Ело в кар'єрі мав станом на 1 жовтня 2008 року, досягнувши 2633 пунктів, посідав тоді 98-ме місце в світовій класифікації ФІДЕ.

## Особисте життя
Дружина Вадима Малахатька — гросмейстер серед жінок Ганна Зозуля, яка також представляє Бельгію.

## Турнірні результати

### Чемпіонати України
Вадим Малахатько зіграв у 8 фінальних турнірах чемпіонатів України, набравши при цьому 40½ очка із 64 можливих.
| Рік  | Місто       | Турнір                 | + | − | = | Результат | Місце   |
| ---- | ----------- | ---------------------- | - | - | - | --------- | ------- |
| 1996 | Ялта        | 65-й чемпіонат України | 5 | 2 | 4 | 7 з 11    | 13 — 18 |
| 1997 | Алушта      | 66-й чемпіонат України |   |   |   | 6½ з 9    | 5       |
| 1998 | Алушта      | 67-й чемпіонат України |   |   |   | 6½ з 9    | 4 — 10  |
| 1999 | Алушта      | 68-й чемпіонат України | 4 | 1 | 4 | 6 з 9     | 8       |
| 2001 | Покров      | 70-й чемпіонат України | 2 | 3 | 4 | 4 з 9     | 18 — 22 |
| 2003 | Сімферополь | 72-й чемпіонат України | 5 | 2 | 2 | 6 з 9     | 11      |
| 2004 | Харків      | 73-й чемпіонат України | 1 | 2 | 1 | 1½ з 4    | 1/8     |
| 2005 | Рівне       | 74-й чемпіонат України | 2 | 0 | 2 | 3 з 4     | 1/8     |

## Зміни рейтингу
| На цьому місці має відображатися графік чи діаграма, однак з технічних причин його відображення наразі вимкнено. Будь ласка, не видаляйте код, який викликає це повідомлення. Розробники вже працюють для того, щоби відновити штатне функціонування цього графіка або діаграми. | |
| | На цьому місці має відображатися графік чи діаграма, однак з технічних причин його відображення наразі вимкнено. Будь ласка, не видаляйте код, який викликає це повідомлення. Розробники вже працюють для того, щоби відновити штатне функціонування цього графіка або діаграми. |